# Niji Akanni
Niji Akanni es un dramaturgo, guionista, director, productor y cineasta nigeriano.

## Biografía
Akanni obtuvo una licenciatura en Artes Dramáticas de la Universidad Obafemi Awolowo y una maestría en Estudios Cinematográficos de la Universidad de Ibadán, así como una maestría profesional (MFA) en Escritura de Guiones y Dirección del Instituto de Cine y Televisión de la India.

## Carrera
Ha escrito, coescrito y dirigido diversas películas y reality shows nigerianos.
Como una de las tres presentaciones teatrales oficiales de Nigeria en la Olimpiada Cultural de 2012 en Londres, dirigió El león y la joya, una obra del escritor nigeriano Wole Soyinka, representada por primera vez en 1959. En 2005, fue subdirector de la primera temporada de Amstel Malta Box Office, un programa de televisión nigeriano.
En 2006, fue director de contenido de Big Brother Nigeria, el mismo año que coescribió el guion de The Narrow Path, una película de 95 minutos producida por Mainframe Films and Television Productions y dirigida por Tunde Kelani. La misma, protagonizada por Sola Asedeko y Khabirat Kafidipe, fue adaptada de The Virgin, novela debut de Bayo Adebowale. En 2008, dirigió Abobaku, un cortometraje producido por Femi Odugbemi sobre el proyecto New Directions de MNET. Abobaku ganó varios premios, incluido el premio al cortometraje más destacado en el Festival de Cine ZUMA 2010; mejor vestuario en los VI Premios de la Academia de Cine de África; y mejor cortometraje en los Premios TERRACOTA 2010.
En 2010, escribió y dirigió Aramotu, una película digital dramática protagonizada por Gabriel Afolayan. Recibió 7 nominaciones en la séptima edición de los premios de la academia del cine africano y ganó los premios a la mejor película nigeriana y mejor diseño de vestuario. También se alzó como Mejor Largometraje en el Festival Internacional de Cine de África, celebrado en Calabar en mayo de 2013. Aramotu se proyectó en festivales de cine de todo el mundo, incluido el Festival Internacional de Cine de Mujeres de Samsung (SWIFF) de 2012 en Chennai, India; 2012 Festival de cine Africa In The Picture (AITP), Ámsterdam; 2013 Festival Internacional de Cine Africano de Arusha (AIFF), Tanzania; y 2013 Festival Internacional de Cine de Kerala (IFFK), India.
Escribió y dirigió Heroes and Zeros, protagonizada por Nadia Buari, Bimbo Manuel, Gabriel Afolayan, Linda Ejiofor y Olu Jacobs. La película se estrenó el 7 de septiembre de 2012 en Nigeria y el 15 de marzo de 2013 en Reino Unido en Odeon Cinemas. Ganó los premios Most Outstanding Film and Audience Choice en el Festival Internacional de Cine EKO de 2013 y compitió en la categoría de película digital del Festival Panafricano de Cine y Televisión de 2013, FESPACO, en Uagadugú, Burkina Faso. Fue invitada al Festival Internacional de Cine de Kerala 2013, IFFK, en India, y también se proyectó en el Festival de Cine Afrikamera 2014 en Varsovia, Polonia. Recibió 6 nominaciones en la novena edición de los Premios de la Academia del Cine Africano y ganó los premios a Mejor Edición, Mejor Guion y Mejor Director.

## Filmografía
| Título           | Escritor                   | Director     | Productor                                  | Año  |  |
| ---------------- | -------------------------- | ------------ | ------------------------------------------ | ---- |  |
| The Narrow Path  | Tunde Kelani y Niji Akanni | Tunde Kelani | Mainframe Films and Television Productions | 2006 |  |
| Abobaku          | Femi Odugbemi              | Niji Akanni  | Femi Odugbemi                              | 2008 |  |
| Aramotu          | Niji Akanni                | Niji Akanni  | Yinka Kolapo                               | 2010 |  |
| Heroes and Zeros | Niji Akanni                | Niji Akanni  | Christopher Jeyibo                         | 2012 |  |